# Logarit thông thường

Một đồ thị của logarit thông thường với các số từ 0.1 đến 100.

Trong toán học, logarit thông thường là logarit với cơ số là 10.
 Nó cũng có tên khác logarit thập phân, được đặt tên theo hệ cơ số đi kèm, hoặc tên là logarit Briggsian, được đặt tên của nhà toán học Anh Henry Briggs, người đầu tiên sử dụng, hoặc tên khác là logarit chuẩn.
Trong lịch sử, logarit này có tên là logarithmus decimalis hoặc logarithmus decadis. Logarit thường ghi là log10(x), hoặc đôi khi Log(x) với L là chữ in hoa (tuy nhiên, ký hiệu này không rõ ràng vì nó cũng có thể có nghĩa là hàm đa trị logarit tự nhiên phức tạp). Trên máy tính, logarit thông thường có tên viết tắt là "log", nhưng các nhà toán học thường sử dụng cách này để biểu diễn cho logarit tự nhiên (với cơ số e ≈ 2.71828) hơn cho là logarit thông thường. Để tránh sự nhầm lẫn, ISO/IEC 80000 khuyến cáo sử dụng log10(x) nên viết ở dạng lg(x) và loge(x) nên là ln(x).

## Giá trị số

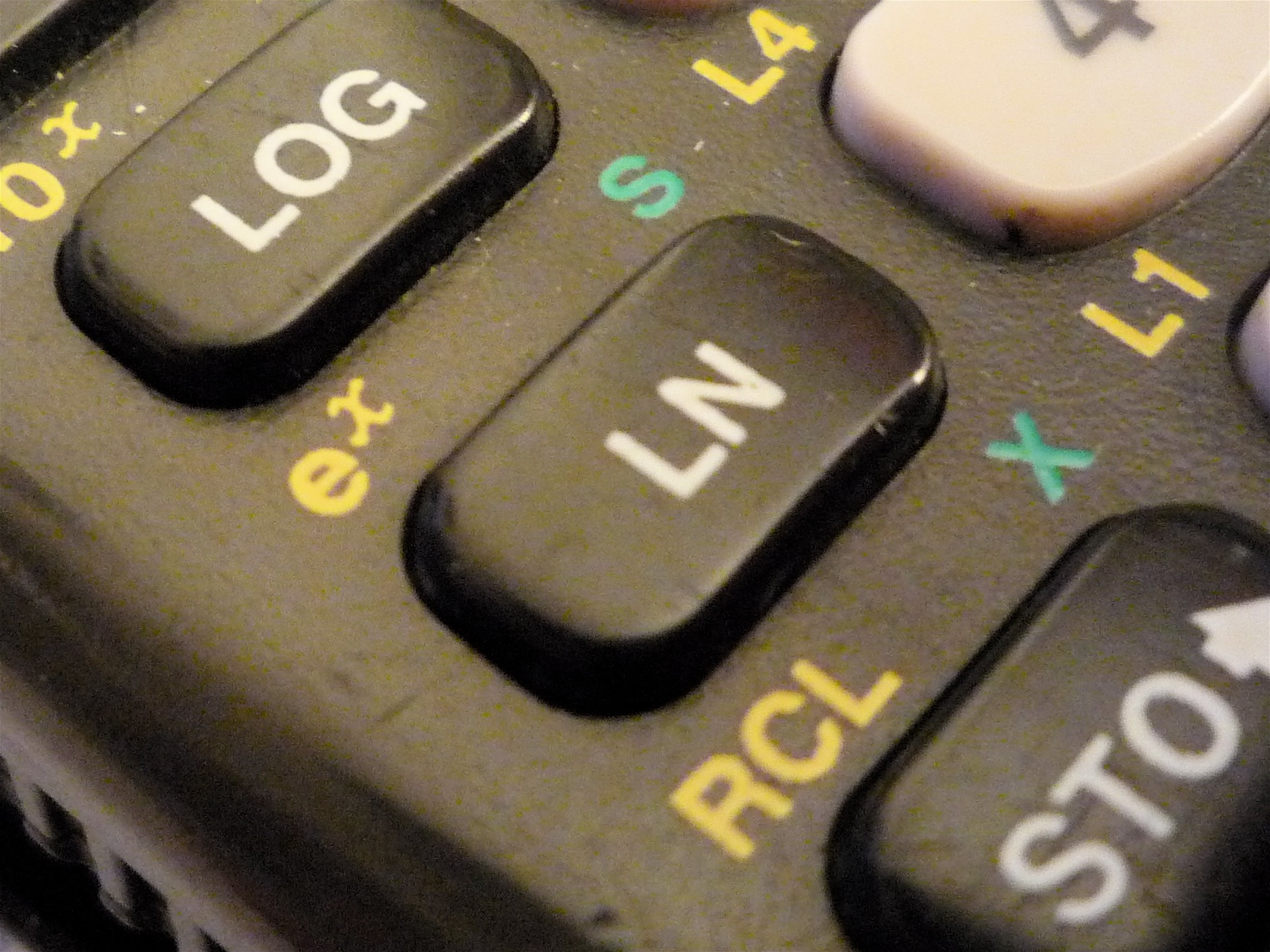
Các phím logarith (log là cơ số 10 và ln là cơ số e) trên một máy tính cầm tay.

Giá trị số cho logarit cơ số 10 có thể được tính với như sau:
{\displaystyle \log _{10}(x)={\frac {\ln(x)}{\ln(10)}}\qquad {\text{ hoặc }}\qquad \log _{10}(x)={\frac {\log _{2}(x)}{\log _{2}(10)}}}
như các bước đã có cho việc xác định giá trị số cho Logarit tự nhiên và logarit nhị phân.
- Logarit tự nhiên
- Logarit nhị phân